# Carel Louis Weidner
Carel Louis Weidner (Middelburg, 30 oktober 1811 – Haarlem, 12 september 1863) was een Nederlands muzikant.

## Leven en werk
Weidner was een zoon van muzikant Johan Willem Weidner en Maria Elisabeth van Haarlem.
Hij bespeelde de piano (muziekinstrument) en dwarsfluit. Hij was de fluitist binnen het orkest Kunst en Vermaak van dirigent Johannes Bernardus van Bree en later dat van de Stedelijke Schutterij (in 1954 overgaand in het Noordhollands Philharmonisch Orkest), waarin ook zijn vader en broer Wigbold Balthazar Weidner werkzaam waren. Er is een concert bekend van 23 maart 1843 waarbij de drie een concert gaven in de concertzaal van de plaatselijke Schouwburg. Op 12 augustus 1852 ontving het drietal een "eereteken tot belooning van eervolle langdurige dienst bij de schutterijen".
Van zijn hand verschenen ook enkele werkjes:
- Deux walses voor piano
- Valse militaire voor militair orkest
- Militaire mars voor piano
- Air varie, voor fluit en piano (1831)